# Armenska književnost
Armenska književnost razvijala se paralelno s poezijom te zemlje. U povijesti Armenije, postoji nekoliko zlatnih doba i nekoliko književnih pokreta: historiografska književnost 5. stoljeća, poezija od 10. do 15. stoljeća i armenska književna revolucija u 19. stoljeću. 
Armenska književnost počinje se razvijati nakon prihvaćanja kršćanstva i pojave armenskog pisma 406. godine. Sveti Mesrop Maštoc bio je armenski jezikoslovac i crkveni vođa, koji je prilikom prevođenja kršćanskih tekstova na materinski jezik zaključio kako se za pojedine riječi ne mogu rabiti pisma susjednih naroda, jer im nedostaju glasovi karakteristični za armenski. Zato je izmislio abecedu pod utjecajem grčkog alfabeta. U 5. stoljeću, armenska književnost ima oblik historiografije. Mojsije Korenski, o čijem se životu ne zna mnogo, piše "Povijest Armenije", kao mješavinu povijesti i legende poput one o Haiku, legendarnom patrijarhu i osnivaču armenske nacije. Mojsijevo djelo bitno je, zbog očuvanja stare armenske pripovjedačke baštine. Kasnije se citiralo mnogo puta, a Mojsije Korenski, smatra se ocem armenske histiografije te se ponekad naziva i armenskim "Herodotom". I prije njega, bilo je pisaca, koji su pisali o povijesti Armenije poput Agathangelosa. 
Tijekom srednjeg vijeka, malo se zna o armenskoj književnosti i nije poznata gotovo nijedna knjiga iz toga doba. No, od kraja 10. stoljeća, javljaju se romani, a posebno knjige poezije. Neki pjesnici imaju veliki ugled, poput: Grgura Narekacija i Nahapeta Koučaka.
Tijekom renesanse, 17. i 18. stoljeća, književnost je oskudna. Samo se javlja Sajat Nova kao trubadur cijelog Kavkaza i kao most među kulturama.
Tijekom 19. stoljeća, dogodila se armenska književna revolucija, čiji je glavni predstavnik Raffi (pravim imenom Hakob Mélik Hakobian). Romani su uglavnom apologetski, pisci pišu suvremenim armenskim jezikom, a njihove priče su "slobodne" (autori su uglavnom intelektualci, slobodoumni). Pojavljuje se velik broj modernih romana.
Mnogobrojna je armenska dijaspora, među kojom se isticao književnik William Saroyan.